# اقتصاد الميثانول

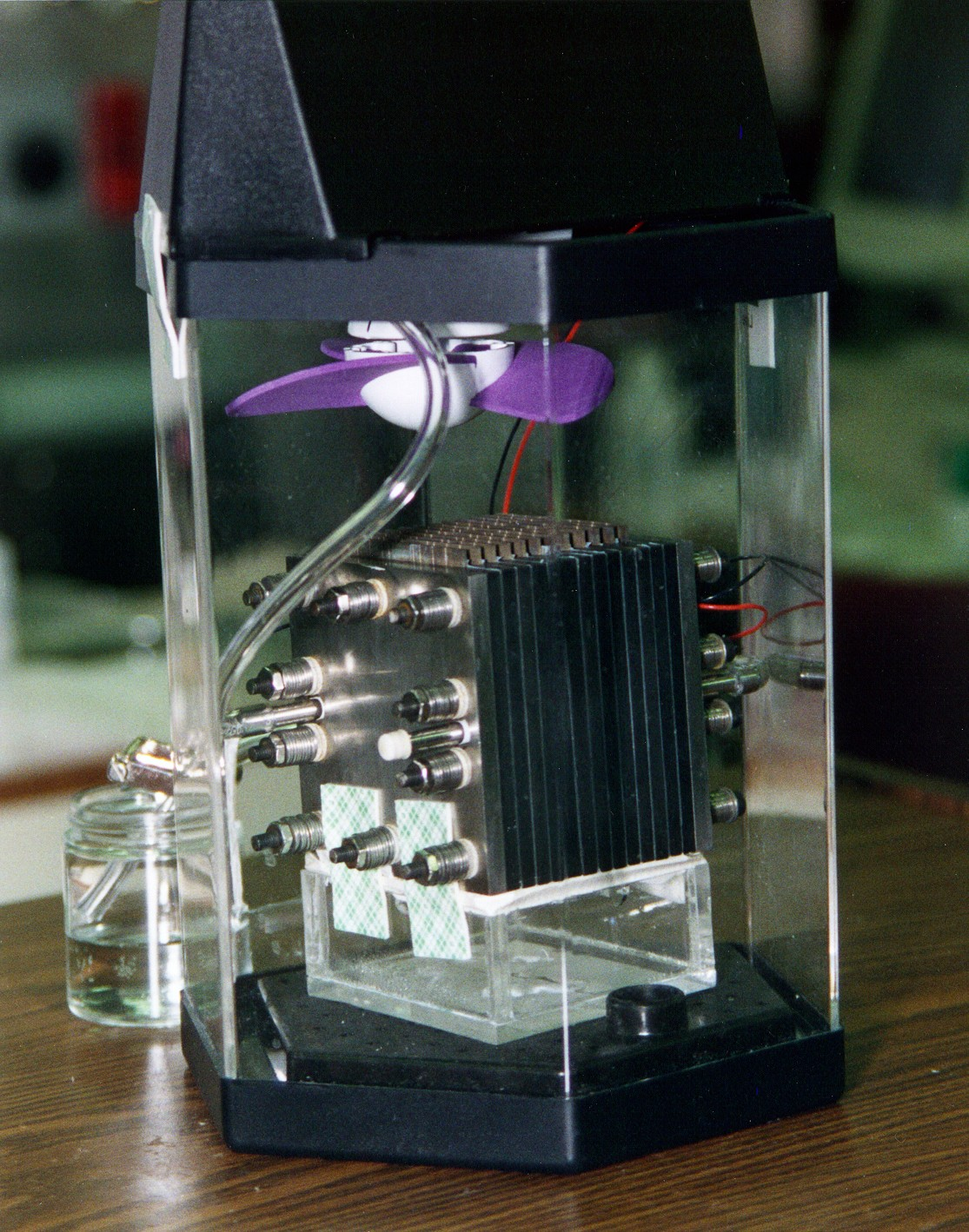
خلية وقود الميثانول

اقتصاد الميثانول هو اقتصاد مستقبلي مقترح يحل فيه الميثانول وثنائي ميثيل الإيثر محل الوقود الأحفوري كوسيلة لتخزين الطاقة ووقود النقل والمواد الخام للهيدروكربونات الاصطناعية ومنتجاتها.

## نبذة
في التسعينيات، دعا الحائز على جائزة نوبل العالم جورج أولاه إلى اقتصاد الميثانول؛ في عام 2006، نشر هو واثنان من العلماء المشاركين، جي كاي سوريا براكاش وآلان جوبيرت، ملخصًا لحالة الوقود الأحفوري ومصادر الطاقة البديلة، بما في ذلك توفرها، قبل اقتراح اقتصاد الميثانول.
يمكن إنتاج الميثانول من مجموعة متنوعة من المصادر بما في ذلك الوقود الأحفوري الذي لا يزال موجود بكثرة بالإضافة إلى المنتجات الزراعية والنفايات والخشب والكتلة الحيوية المتنوعة. كما يمكن تصنيعه من إعادة التدوير الكيميائي لثاني أكسيد الكربون.